# Haibach im Mühlkreis
Haibach im Mühlkreis – gmina w Austrii, w kraju związkowym Górna Austria, w powiecie Urfahr-Umgebung. Według Austriackiego Urzędu Statystycznego liczyła 872 mieszkańców (1 stycznia 2015).